# Gaetano Tumiati
Œuvres principales
Il busto di gesso
Gaetano Tumiati, né le 16 mai 1918 à Ferrare et mort le 22 octobre 2012 à Milan en Italie, est un journaliste, critique littéraire et écrivain italien.

## Biographie
En 1955, pour son travail dans le journal Avanti!, Gaetano Tumiati est lauréat du prix Saint-Vincent du journalisme.

## Œuvre
- Buongiorno Cina, éditions Avanti!, 1954
- Un avvenire nell'industria grafica, éd. ENIPG, 1964
- Il busto di gesso, éd. Mursia, 1976 – prix Campiello 1976
- Prigionieri nel Texas, éd. Mursia, 1985  (ISBN 978-88-425-2369-7)
- Questione di statura, éd. Mondadori, 1989  (ISBN 978-88-04-32913-8)
- Morire per vivere. Vita e lettere di Francesco Tumiati medaglia d'oro della Resistenza, éd. Corbo, 1997,  (ISBN 978-88-85325-42-5)
- I due collegiali, éd. Marsilio, 1999,  (ISBN 978-88-317-7165-8).